# Ворм Минерал Спрингс (Флорида)
Ворм Минерал Спрингс (енгл. Warm Mineral Springs) насељено је место без административног статуса у америчкој савезној држави Флорида.

## Демографија
По попису из 2010. године број становника је 5.061, што је 250 (5,2%) становника више него 2000. године.
| Група             | 2000.         | 2010.         |
| Белци             | 4.731 (98,3%) | 4.773 (94,3%) |
| Афроамериканци    | 16 (0,3%)     | 75 (1,5%)     |
| Азијати           | 10 (0,2%)     | 14 (0,3%)     |
| Хиспаноамериканци | 39 (0,8%)     | 166 (3,3%)    |
| Укупно            | 4.811         | 5.061         |